# Sony SMC 70
Sony SMC 70 (SMC 70) је био професионални рачунар фирме Сони (Sony) који је почео да се производи у Јапану од 1982. године.
Користио је Z80A као микропроцесор. РАМ меморија рачунара је имала капацитет од 64 кб. 
Као оперативни систем кориштен је CP/M.

## Детаљни подаци
Детаљнији подаци о рачунару SMC 70 су дати у табели испод.
|                       |                                                                           |
| [ 1 ]                 |                                                                           |
| Произвођач            | Сони                                                                      |
| Тип                   | професионални рачунар                                                     |
| Меморија              | 64 кб                                                                     |
| Поријекло             | Јапан                                                                     |
| Година                | 1982                                                                      |
| Тастатура             | тастатура са пуним помаком тастера, 72 тастера са едит и тастерима смјера |
| Процесор              |                                                                           |
| Фреквенција процесора | 4,028                                                                     |
| RAM                   | 64                                                                        |
| ROM                   | 16 KB                                                                     |
| Текст                 | 40 x 25                                                                   |
| Графика               | 160 x 100 /                                                               |
| Боја                  | 16 / 4 (512 x 240) / 544 x 480 (монохроматски)                            |
| Звук                  | ? гласа, 5 октава                                                         |
| Димензије             | непознато / 17                                                            |
| Портови               |                                                                           |
| Оперативни систем     |                                                                           |